# Zuhr
Zuhr, dhuhr – modlitwa muzułmańska (salat), druga w ciągu dnia, odmawiana w południe. Obejmuje cztery obowiązkowe rakaty (zwrotki). Jest odmawiana w identyczny sposób, co asr lub isza. Jak każda modlitwa salatu rozpoczyna się od oczyszczenia i intencji.